# استان سانتیاگو
استان سانتیاگو (به [Provincia de Santiago] Error: {{Lang-xx}}: متن دارای نشانه‌گذاری ایتالیک است (راهنما)) یکی از شش استان منطقه کلان‌شهر سانتیاگو شیلی است. مرکز استان شهر سانتیاگو است.